# Antarktische Schmiele
Die Antarktische Schmiele (Deschampsia antarctica) ist eine Pflanzenart innerhalb der Familie der Süßgräser (Poaceae). Neben der Antarktischen Perlwurz (Colobanthus quitensis) ist sie die einzige heimische Samenpflanzenart der Antarktis.

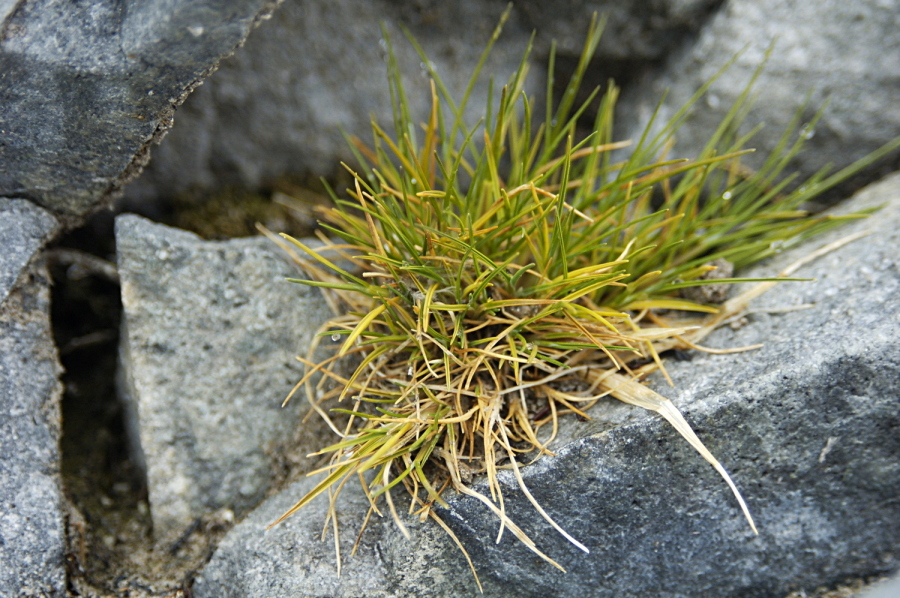
Antarktische Schmiele auf der Petermann-Insel

## Beschreibung
Die Antarktische Schmiele ist eine ausdauernde Pflanze mit polsterförmigem Wuchs. Sie erreicht Wuchshöhen zwischen 10 und 30 Zentimetern. Das gestutzte Blatthäutchen wird 4 bis 8 Millimeter lang. Die Blattspreiten sind schmal, gerollt und etwa 2,5 bis 3 Millimeter breit.
Der Blütenstand ist eine lockere, 5 bis 20 Zentimeter lange Rispe. Die gestielten, zwei- bis dreiblütigen, 5 bis 7 Millimeter langen Ährchen stehen einzeln an den behaarten Rispenästen. Die Frucht ist eine 1 bis 1,2 Millimeter lange, dunkelbraune Karyopse.

## Verbreitung
Die Antarktische Schmiele wächst im äußersten Süden Südamerikas in Argentinien und Chile, in Antarktika sowie auf den subantarktischen und antarktischen Inseln: Crozetinseln, Falklandinseln, Heard und McDonaldinseln, Kerguelen, Südgeorgien und südliche Sandwichinseln.

## Taxonomie
Die Antarktische Schmiele wurde 1854 von Étienne-Émile Desvaux als Deschampsia antarctica É.Desv. erstbeschrieben. Der früher von William Jackson Hooker 1837 veröffentlichte Name Aira antarctica ist illegitim.

## Weiterführende Literatur
- Irena Giełwanowska, Ewa Szczuka, Józef Bednara, Ryszard Górecki: Anatomical Features and Ultrastructure of Deschampsia antarctica (Poaceae) Leaves from Different Growing Habitats. In: Annals of Botany. Volume 96, Issue 6, 2005, S. 1109–1119, doi:10.1093/aob/mci262.